# Jonas Görnerup
Jonas Görnerup (* 5. Dezember 1961 in Göteborg) ist ein ehemaliger schwedischer Squashspieler.

## Karriere
Jonas Görnerup war in den 1980er- und 1990er-Jahren als Squashspieler aktiv. Mit der schwedischen Nationalmannschaft nahm er 1985, 1987, 1989 und 1991 an der Weltmeisterschaft teil, außerdem an mehreren Europameisterschaften. Mit ihr wurde er 1983 gegen England Europameister. Zwischen 1985 und 1989 stand er mit Schweden vier weitere Male im Finale, jeweils gegen England. 1983 stand er das einzige Mal im Hauptfeld der Einzelweltmeisterschaft, wo er in der ersten Runde ausschied.
Nach seiner aktiven Karriere begann er unter anderem als Trainer zu arbeiten. So ist er aktuell Trainer der spanischen Nationalmannschaft.

## Erfolge
- Europameister mit der Mannschaft: 1983